# Iran Fajr International 2020
Die Iran Fajr International 2020 im Badminton fanden vom 4. bis 8. Februar 2020 in Shiraz statt.

## Sieger und Platzierte
| Disziplin    | Gold                                      | Silber                             | Bronze                                     |
| ------------ | ----------------------------------------- | ---------------------------------- | ------------------------------------------ |
| Herreneinzel | Sheng Xiaodong                            | Maxime Moreels                     | Chirag Sen                                 |
| Herreneinzel | Sheng Xiaodong                            | Maxime Moreels                     | Luka Wraber                                |
| Dameneinzel  | Crystal Pan                               | Linda Zechiri                      | Soraya Aghaei Hajiagha                     |
| Dameneinzel  | Crystal Pan                               | Linda Zechiri                      | Fabiana Silva                              |
| Herrendoppel | Soroush Eskandari Vatannejad Amir Jabbari | Mehran Shahbazi Reza Shahbazi      | Mohammad Mehdi Mirshekari Saleh Sangtarash |
| Herrendoppel | Soroush Eskandari Vatannejad Amir Jabbari | Mehran Shahbazi Reza Shahbazi      | Amirhossein Noralyan Mohamad Pairavand     |
| Damendoppel  | Nasim Safaei Hananeh Yaghobzadeh          | Hamedanchi Azad Hale Pegah Kamrani | Samin Abedkhojasteh Soraya Aghaei Hajiagha |
| Damendoppel  | Nasim Safaei Hananeh Yaghobzadeh          | Hamedanchi Azad Hale Pegah Kamrani | Sareh Aminian Fatemeh Babaei               |